# Basset Bleu de Gascogne

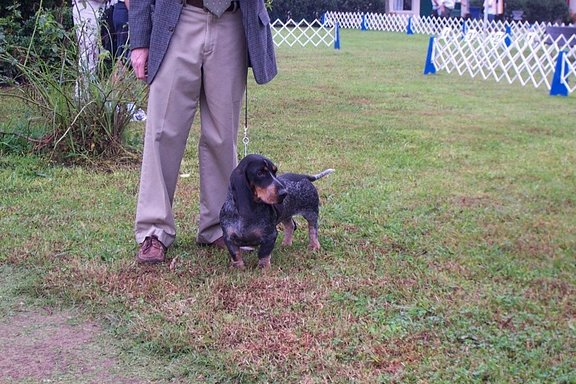
Basset Bleu de Gascogne với chủ của nó.

Basset Bleu de Gascogne (phát âm tiếng Pháp: [bɑsɛ blø də ɡasˈkɔɲ]), còn được gọi là Blue Gascony Basset, là một giống chó chân ngắn thuộc loại scenthound. Loài này có nguồn gốc từ thời Trung Cổ, là hậu duệ của Chó săn Gascony lớn. Nó gần như đã tuyệt chủng vào khoảng đầu thế kỷ 19; và được hồi sinh bởi một con chó Alain Bourbon. Một giống chó bản địa của Pháp, nó rất hiếm bên ngoài quê hương của nó. Nó được công nhận quốc tế bởi Liên minh nghiên cứu chó quốc tế (FCI), ở Anh bởi The Kennel Club, và Câu lạc bộ đăng ký chó thuần chủng Liên bang (UKC) ở Hoa Kỳ. Từ "bleu" trong tên có nghĩa là bộ lông của nó có đốm trên người.

## Ngoại hình
Màu sắc của bộ lông chủ yếu là màu trắng, với những đốm trên người tạo ra màu xanh nhạt và màu nâu trên mắt và tai. Chúng có bộ lông mịn phủ toàn cơ thể. Chiều cao ở các vai khoảng 34–42 cm mặc dù tiêu chuẩn của Kennel Club là 30–38 cm. Trọng lượng của chúng là 16–18 kg. Chúng có mắt màu nâu và đôi tai rủ xuống dưới mõm.

## Lịch sử

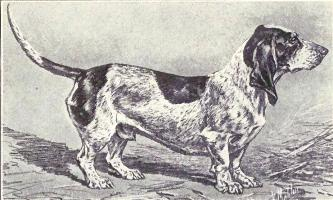
Một bức vẽ Basset Bleu de Gascogne từ năm 1915.

Basset Bleu de Gascogne là hậu duệ của các giống cũ như Chó săn Gascony lớn. Nó đã được ghi lại trong các bức tranh từ thế kỉ 14 ở Gascony, phía Tây nước Pháp. Nguồn gốc của giống này gây nhiều tranh cãi, một giả thuyết cho rằng đó là được lai tạo từ Chó săn Gascony lớn với Saintongeois Basset, một giả thuyết khác là Basset Bleu là đột biến tự nhiên của loài Grand kết hợp với chọn lọc sinh sản cho chân ngắn hơn để làm chậm giống. Người ta cho rằng Gaston III, Count of Foix đã giữ những con chó này để săn heo rừng và sói. Ông được biết đến là nhà văn của Livre de chasse, được coi là luận văn cổ điển về săn bắn thời trung cổ.
Trước Cách mạng Pháp, săn bắn được dành riêng cho giới quý tộc thường đi săn trên lưng ngựa. Sau Cách mạng Pháp, những con chó săn lớn làm mọi việc trở nên khó khăn hơn trong săn bắn. Từ đó, Basset Bleu de Gascogne chậm hơn, chân ngắn hơn đã được tạo ra..
Trong thế kỷ 19, giống này gần như bị tuyệt chủng vì xu hướng săn bắn ngày càng giảm. Tuy nhiên, giống chó này đã được hồi sinh bởi Alain Bourbon.
Ngày nay, Basset Bleu là một trong sáu loại Basset Hound được công nhận bởi Liên minh nghiên cứu chó quốc tế (FCI).

## Công nhận và phân loại
Câu lạc bộ đăng ký chó thuần chủng của Anh đã công nhận Basset Bleu De Gascogne là giống chó nhập khẩu đăng kí và thuộc nhóm chó săn. Câu lạc bộ đăng ký chó thuần chủng Liên bang (UKC) công nhận giống này vào năm 1991, cùng với Liên minh nghiên cứu chó quốc tế (FCI) đều liệt kê Basset Bleu De Gascogne trong nhomscenthound. Giống này còn được gọi là Blue Gascony Basset ở FCI. Basset Bleu De Gascogne không được công nhận bởi Câu lạc bộ đăng ký chó thuần chủng Mỹ (AKC) hoặc Câu lạc bộ đăng ký chó thuần chủng Canada (CKC). Ngoài các cơ quan đăng ký lớn, Basset Bleu De Gascogne còn được nhiều cơ quan đăng ký nhỏ và các cơ quan đăng ký đặc biệt công nhận, bao gồm cả giống hiếm trong American Rare Breed Association sử dụng tiêu chuẩn FCI.